# 헤드헌팅
헤드헌팅(영어: Headhunting)은 임원 등 경영진 또는 특정 전문 기술을 가진 인재를 외부에서 영입하는 업무를 말한다. 1959년에 헤드헌팅 및 리더십 컨설턴트 협회 (Association of Executive Search and Leadership Consultants, AESC)가 설립되어 헤드헌팅 컨설팅 거래에 대한 품질 및 윤리 표준을 정했다. AESC 회원은 규모가 큰 글로벌 기업 및 네트워크에서 70개국 이상의 기업에 이르기까지 다양하다.

## 같이 보기
- 노동거래소
- 온보딩
- 채용